# Lampe d'opium

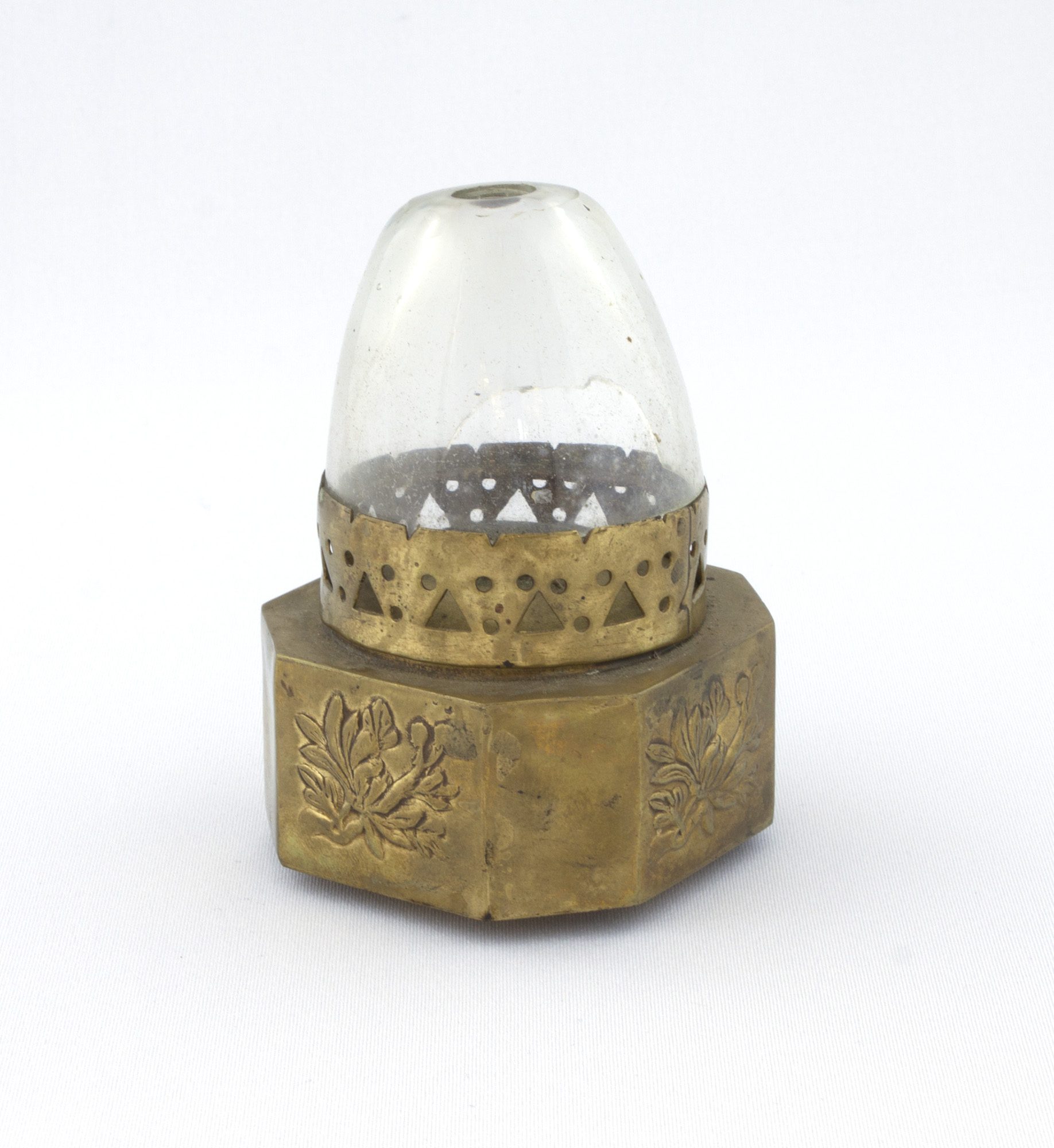
Lampe d'opium, collection de l'Université de la Colombie-Britannique

Une lampe d'opium est une lampe d'huile spécialement conçue pour faciliter la vaporisation et l'inhalation de l'opium. Les lampes d'opium diffèrent de lampes classiques pour l'éclairage en ce qu'elles sont conçues pour canaliser une quantité exacte de chaleur vers le haut à travers leurs cheminées en forme d'entonnoir. Une pipe à opium, son pipe-bol amorcée avec une petite dose d'opium connu comme une « pilule », est tenu au-dessus de la lampe provoquant la vaporisation de l'opium, permettant au fumeur d'inhaler les vapeurs.
Une source explique que la lampe est alimentée avec de l'huile d'amandes douces qui brûle sans fumée.
« La lampe se compose de trois parties :
1. Un récipient de verre ou de métal où plonge une mèche ;
2. Un verre épais en forme de tronc de cône ;
3. Le support en étain, en argent ou en fer-blanc, qui est naturellement ajouté pour permettre l'arrivée de l'air »[1].